# Bretelle (vêtement)
Pour les articles homonymes, voir bretelle.

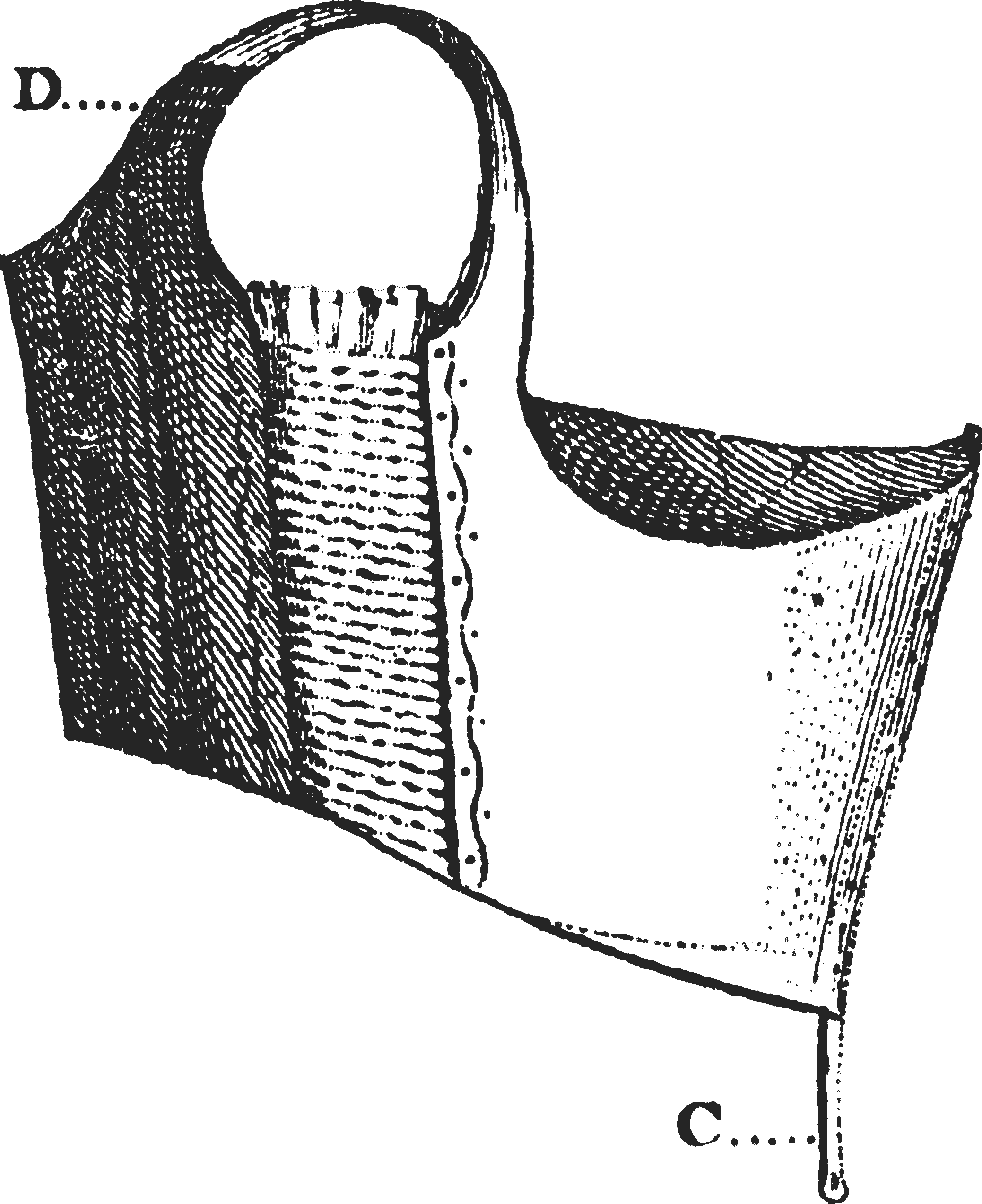
En D, un exemple de bretelle.

Une bretelle est un moyen de fixation, des vêtements par exemple, qui passe sur l'épaule et s'utilise par paire.

## Histoire
Il y a eu plusieurs précurseurs des bretelles tout au long des 300 dernières années. Popularisées en France à la Révolution, elles voient leur essor s'affirmer en 1800 avec la conception industrielle de bretelles élastiques par Charles Antheaume. Le type moderne a été inventé en 1822 par Albert Thurston avec des attaches boutons et clips. En raison du port de pantalons à taille haute rendant la ceinture peu pratique, leur usage était presque universel depuis le milieu du XIXe siècle et le début du XXe siècle. Jusqu'en 1830 coexistait en France la « bretelle ouvrière », formée de deux lisières en drap, avec une boutonnière à chaque extrémité, et la « bretelle bourgeoise », faite d'étoffes superposées ou de cuir, dont la souplesse était assurée par de petits ressorts à boudin puis par des fils de caoutchouc importés d'Angleterre.
Elles perdent leur popularité durant la Première Guerre mondiale, les hommes étant habitués aux ceintures uniformes, mais restent encore la norme dans les années 1920. En raison de leur image en tant que sous-vêtements, les hommes passent à la mode de la ceinture dans les années 1930, parallèlement à la perte de l'usage du gilet qui cachait le port des bretelles. Cela annonce également le passage de la position des boutons de l'extérieur de la ceinture à l'intérieur.
Au début du XXIe siècle, les bretelles font un retour dans la mode masculine, que ce soit dans un style décontracté ou professionnel. Chez les femmes, le port moderne des bretelles confère un style garçonne.

## Pièce textile
Les bretelles peuvent faire partie du vêtement comme c'est le cas pour la salopette, le tablier, le soutien-gorge, le débardeur, la barboteuse, etc.
Elles sont alors constituées d'une bande plus ou moins large de tissu qui relie le devant et le derrière du vêtement. Pour la lingerie, elles sont souvent élastiques, réglables et disposent dans certains cas d'une attache en terminaison.
Les bretelles peuvent aussi servir de fixation pour porter une charge, comme dans le cas du sac à dos ; dans ce cas elles peuvent être en cuir ou en tissu rembourré et sont réglables.

## Accessoire de mode

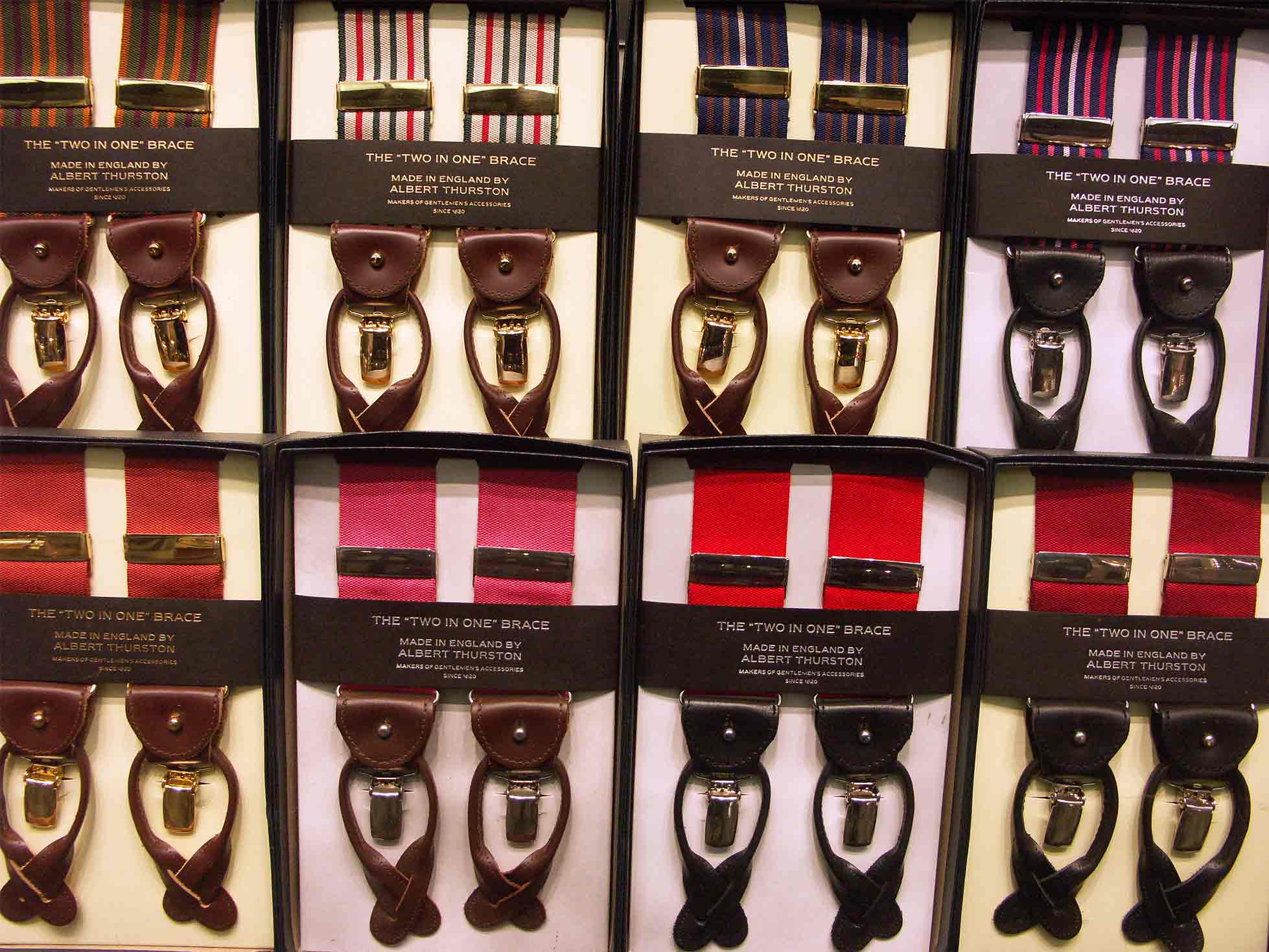
Exemple de bretelles à pinces.

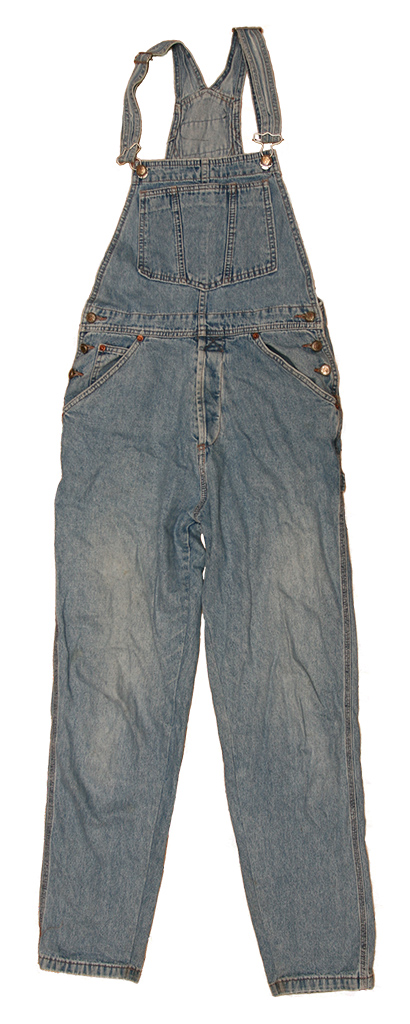
Une salopette et ses bretelles.

Les bretelles, dont le but initial était de maintenir les pantalons, sont devenues des accessoires de mode. Elles sont élastiques et croisées dans le dos.
Parfois, elles sont directement fixées au pantalon par un système de boutons, mais il est plus courant qu'elles soient amovibles, grâce à un système de pinces.
Elles ont été utilisées comme accessoire par les personnes à la mode qui les portaient attachées au pantalon (devant et derrière) mais pendantes sur les fesses plutôt que remontées sur les épaules.

## Expressions
- Mettre la ceinture et les bretelles : prendre le maximum de précautions.
- Se péter les bretelles : se vanter.
- Se faire remonter les bretelles : se faire gronder.

## Films avec bretelles dans le titre
- Les Bretelles (1913)
- Max devrait porter des bretelles (1917)
- Le Gang des pianos à bretelles (1953)
- Bretelles, pudding et herbes hautes (2009)